# Кудрявцев, Алексей Прокопьевич
Алексей Прокопьевич Кудрявцев  (10.03.1922 — 30.01.1998) — телефонист роты связи 244-го	
гвардейского стрелкового полка (82-я гвардейская стрелковая дивизия, 8-я гвардейская армия, 1-й Белорусский фронт) гвардии младший сержант, участник Великой Отечественной войны, кавалер ордена Славы трёх степеней.

## Биография
Родился 10 марта 1922 года на станции Оловянная, (ныне Оловяннинского района Забайкальского края) в семье рабочего. Русский. С 1929 года жил в городе Чита. В 1937 году окончил 6 классов. Работал сапожным мастером в артели «Кожобувь» в городе Чита.
В марте 1942 года был призван в Красную армию Читинским горвоенкоматом. Был направлен в формирующуюся в Забайкалье 321-ю стрелковую дивизию, прошёл военную подготовку, получил специальность телефониста. В июле 1942 года дивизия убыла на фронт, в составе этой дивизии прошёл весь боевой путь.
Боевое крещение принял на подступах к Сталинграду. Участвовал в Сталинградской битве, в наступлении по окружению Сталинградской группировки немецких войск, в боях на реке Миус под Изюмом, в освобождении Запорожья, в боях под Харьковом. В марте 1943 года преобразована в 82-ю гвардейскую стрелковую дивизию.
17 июля 1943 года в ходе Изюм-Барвенковской операции во время переправы подразделений полка через реку Северский Донец под огнём противника исправил 15 повреждений линии, два раза сам ходил в атаку. За эти бои получил первую боевую награду — медаль «За боевые заслуги».
В октябре 1943 года дивизия в составе 8-й гвардейской армии была включена в состав 3-го Украинского фронта. В ноябре его войска вели наступление на Криворожском направлении, затем занимали оборону севернее города Никополь. Зимой и весной 1944 года армия участвовала в разгроме противника на Правобережной Украине наступала на направлении главного удара фронта в Никопольско-Криворожской, Березнеговато-Снигирёвской и Одесской операциях.
В апреле-мае 1944 года дивизия вела бои на плацдарме на правом берегу реки Днестр у населённого пункта Ташлык (30 км северо-западнее города Тирасполь). В этих боях гвардии ефрейтор Кудрявцев, будучи начальником центральной телефонной станции, оперативно обеспечивал командование надёжной связью с боевыми порядками полка. 11 мая 1944 года, в момент отражения контратаки противника, умело организовал центральную телефонную станцию. Выполняя обязанности линейного надсмотрщика, лично устранил 12 порывов линии связи. Был контужен, но продолжал обслуживать линию связи.
Приказом по частям 82-й гвардейской стрелковой дивизии от 9 июня 1944 года (№ 63/н) гвардии ефрейтор Кудрявцев Алексей Прокопьевич награждён орденом Славы 3-й степени.
В июне 1944 года дивизия в составе той же армии была выведена в резерв Ставки ВГК и включена в состав 1-го Белорусского фронта. С июля 1944 года вела бои на ковельском направлении, форсировала реку Западный Буг в ходе Люблин-Брестской операции. Затем её войска форсировала реку Висла (южнее Варшавы), вела бои на Магнушевеком плацдарме. Оборона плацдарма продолжалась до середины января 1945 года.
14-16 января 1945 года при прорыве обороны противника южнее города Варшава (Польша) гвардии младший сержант Кудрявцев обеспечивал бесперебойной связью наблюдательный пункт полка со стрелковыми батальонами. Под сильным огнём противника устранил 29 порывов на линии, поддерживая тем самым твёрдое управление боем. Был представлен к награждению орденом Отечественной войны 2-й степени.
Приказом по войскам 8-й гвардейской армии от 31 марта 1945 года (№ 560/н) гвардии младший сержант Кудрявцев Алексей Прокопьевич награждён орденом Славы 2-й степени.
Боевой путь завершил участием в Берлинской операции.
23 апреля 1945 года при форсировании реки Шпрее обеспечивал бесперебойную связь с наблюдательным пунктом полка, устранил 14 порывов на линии. 25 апреля форсировании Тельтов-канала в годе Берлине поддерживал связь НП полка с батальонами, устранив 18 порывов. В ходе боя лично уничтожил около 10 гитлеровцев и подавил пулемётную точку.
В октябре 1945 года был демобилизован. Вернулся на родину.
Указом Президиума Верховного Совета СССР от 15 мая 1946 года гвардии младший сержант Кудрявцев Алексей Прокопьевич награждён орденом Славы 1-й степени. Стал полным кавалером ордена Славы. 
Жил в городе Чита. Работал сапожником, мастером, начальником цеха по пошиву обуви. С 1957 года и до выхода на пенсию в 1985 году трудился водителем Читинского мясокомбината. Член КПСС с 1969 года. Скончался 30 января 1998 года.
Почётный гражданин Читинской области (1997). Почётный гражданин города Читы (1967).
Похоронен в Чите.

## Награды
- Орден Отечественной войны I степени (6.04.1985)
- Орден Славы 1-й степени (15.05.1946)[3]
- Орден Славы 2-й степени (31.03.1945)[4]
- Орден Славы 3-й степени (09.06.1944)[5]
- Медаль «За боевые заслуги» (23.07.1943)[6]
- Медаль «За оборону Сталинграда» (1943)[7]
- Медаль «За взятие Берлина» (1945)
- Медаль «В ознаменование 100-летия со дня рождения Владимира Ильича Ленина» (6 апреля 1970)
- Медаль «За победу над Германией в Великой Отечественной войне 1941—1945 гг.» (9 мая 1945[8])
- Юбилейная медаль «Двадцать лет Победы в Великой Отечественной войне 1941—1945 гг.» (7 мая 1965[9])
- Юбилейная медаль «Тридцать лет Победы в Великой Отечественной войне 1941—1945 гг.»[10]
- Медаль «Сорок лет Победы в Великой Отечественной войне 1941—1945 гг.»[11]
- Юбилейная медаль «50 лет Победы в Великой Отечественной войне 1941—1945 гг.»[12]
- Медаль «Ветеран труда»
- Юбилейная медаль «50 лет Вооружённых Сил СССР» (26 декабря 1967[13])
- Юбилейная медаль «60 лет Вооружённых Сил СССР» (28 января 1978[14])
- Знак «25 лет победы в Великой Отечественной войне» (1970)

## Память
В городе Астрахань на доме где жил ветеран (ул. 28-й Армии, 10, корп. 2) установлена мемориальная доска.